# Guidobaldo del Monte

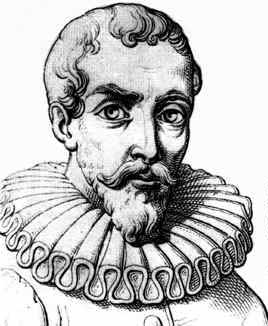
Guidobaldo del Monte

Guidobaldo del Monte (alte forme: Guidobaldi sau Guido Baldi, numele complet fiind Guidi Ubaldo dal Monte din Pisaro, n. 11 ianuarie 1545 la Pesaro - d. 6 ianuarie 1607) a fost un matematician, filozof și astronom italian.

## Biografie
S-a născut într-o familie bogată. A studiat matematica la Universitatea din Padova, pe care a absolvit-o în 1564.
În tinerețe a fost soldat și a participat la luptele dintre habsburgi și otomani, prilej cu care a scris două cărți de inginerie militară.
După încheierea stagiului militar, se dedică studiilor în matematică, mecanică, astronomie și optică.
Studiază matematica avându-l ca profesor pe Federico Commandino, persoană influentă la Curtea din Toscana.
Printre discipolii acestuia se afla și Bernardino Baldi, cu care Guidobaldo leagă o relație de prietenie.

## Activitate științifică
În 1579 a introdus construcția mecanică a hiperbolei.
În 1615 a studiat în detaliu linia elicoidală și a introdus denumirea de elice circulară.
A studiat curba-melc, pe care a numit-o helix ("iedera").
A tratat mecanica din punct de vedere tehnic, studiind dispozitive mecanice și probleme legate de șurub, centru de greutate, echilibrul pârghiilor.
A studiat perspectiva și a demonstrat, în toate cazurile particulare, teorema punctului de fugă al paralelelor orizontale.
A tradus operele lui Arhimede despre suprafețele plane.

## Scrieri

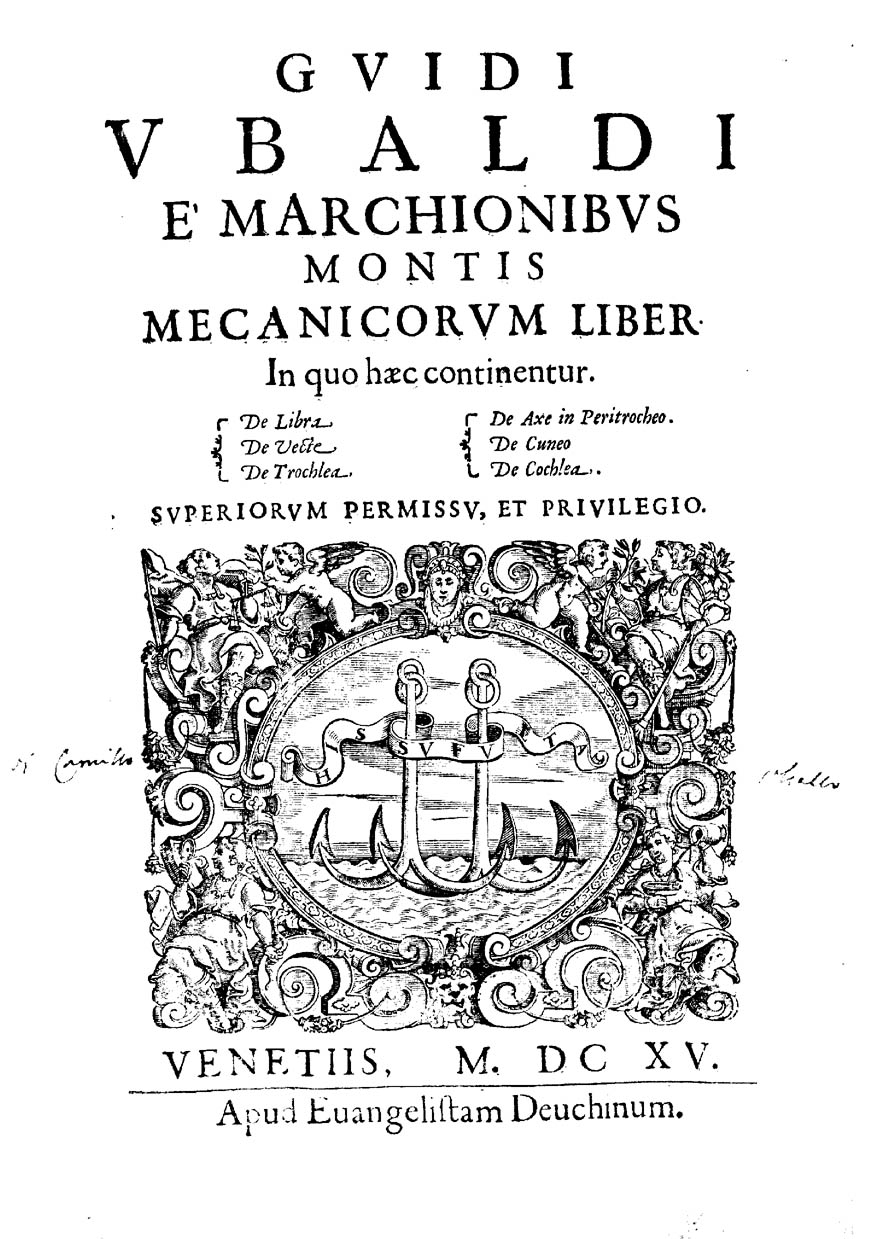
Mecanicorum liber, 1615

- 1577: Mechanicorum liber;
- 1600: Perspectivae libri sex;
- 1615: De cochlea.